# Аберація світла

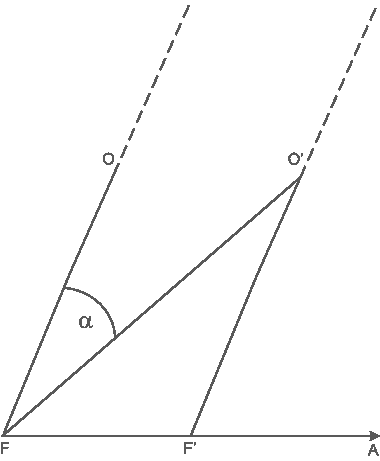
Мал.1

Мал.2

Абера́ція сві́тла (в астрономії) — позірна зміна положення світила на небесній сфері внаслідок скінченності швидкості світла й руху спостерігача, пов'язаного з: обертанням Землі навколо Сонця (річна аберація), обертанням Землі навколо своєї осі (добова аберація) та рухом Сонячної системи в просторі (вікова аберація). Аберацію світла відкрив англ. астроном Джеймс Бредлі 1725 року і пояснив її 1728. 
Якби астрономічна труба була нерухомою, то зображення зорі S (на мал.2), на яку наведена труба, збігалося б із перехрестям ниток F окуляра (O — центр об'єктива, на мал.1). Але оскільки труба рухається разом із Землею в напрямку апекса A, то за час, протягом якого світло йде від O до F, окуляр пересунеться в точку F'. Для того, щоб зображення зорі потрапило в перехрестя ниток, трубу треба нахилити в бік її руху на кут OFO'= α.
Аберація виникає внаслідок зміни напряму розповсюдження світла при переході від однієї інерціальної системи відліку до іншої. Нехай система {\displaystyle {K}\,} рухається зі швидкістю {\displaystyle {v}\,} відносно системи {\displaystyle K^{\prime }} . Кути утворені напрямом розповсюдження світла і напрямом руху {\displaystyle K^{\prime }} відносно {\displaystyle {K}\,} в {\displaystyle K^{\prime }} і {\displaystyle {K}\,} позначимо відповідно {\displaystyle \theta ^{\prime }} і {\displaystyle \theta \,}. Тоді, згідно зі спеціальною теорією відносності між {\displaystyle \theta \,} і {\displaystyle \theta ^{\prime }} буде таке  співвідношення:
{\displaystyle \sin \theta ={\frac {\sqrt {1-v^{2}/c^{2}}}{1+v/c\cos \theta }}\sin \theta ^{\prime }}
Ця формула — наслідок загальної формули перетворення швидкості частинки при переході від однієї системи відліку до іншої для випадку, коли швидкість частинки рівна швидкості світла {\displaystyle {c}\,} . Кут {\displaystyle \alpha =\theta ^{\prime }-\theta } називається кутом аберації. Якщо {\displaystyle v\ll \;c}, то з точністю до членів порядку {\displaystyle v/c} формула записується у вигляді:
{\displaystyle \alpha =\theta ^{\prime }-\theta ={\frac {v}{c}}\sin \theta }
Абераційний зсув положення світила накладається на відповідний паралактичний зсув (добовий, річний і віковий). В обох випадках видима траєкторія світила на небосхилі являє собою еліпс. Але розмір абераційного еліпса залежить від кута між напрямком на світило та на апекс, а величина паралаксу залежить від відстані до об'єкта. Таким чином, їх можна розрізнити й визначити окремо.  